# Rationalisme
Rationalisme er en åndsretning, der lægger vægt på menneskets brug af fornuften. Den havde sin storhedstid i 1600-tallet og 1700-tallet. Der findes flere forskellige rationalistiske bevægelser:

## Filosofisk rationalisme
Filosofisk rationalisme er et erkendelsesteoretisk princip, der fremfører at sandheden skal bestemmes ud fra fornuft, analyse og deduktion, frem for fx igennem åbenbaring og overlevering (se religion) eller igennem induktion og erfaring (se empirisme).
Problemet med erfaringen er i denne sammenhæng, at denne aldrig kan give os en 100% sikkerhed for, at noget også er evigt sandt: Selvom alle erfaringer indtil nu har peget i retning af, at tyngdekraften er et princip, man kan stole på, så kunne denne jo rent teoretisk til enhver tid holde op med at virke eller begynde at virke anderledes. En lignende argumentation har altid udgjort en alvorlig erkendelsesteoretisk indvending, som i moderne tid er blevet kendt under navnet 'induktionsproblemet'.
Den euklidiske geometri har fremstået som et forbillede for det rationalistiske program.
Man kan "tro" på rationalismen i den forstand, at man tror, at det, via udelukkende rationelle midler, er muligt at nå frem til hele sandheden om virkeligheden. I så fald kan man betegnes som erkendelsesteoretisk rationalist. Denne tiltro til fornuften og til at virkeligheden udgør ét og kun ét erkendelsesmæssigt sammenhængende system, står i skarp modsætning til skepticismen (navnlig den 'akademiske skepticisme').

### Berømte filosofiske rationalister
- René Descartes
- Baruch de Spinoza
- Gottfried Wilhelm Leibniz
- Platon – (begrebet 'rationalisme' var dog ikke udviklet på hans tid)
- Karl Popper
- Immanuel Kant
- Ludvig Holberg

## Videnskabelig rationalisme
Videnskabelig rationalisme er en senere mere inkluderende variant af rationalismen, der, i modsætning til den filosofiske rationalisme anerkender den systematiske empiri (erfaringen) som en tillidsværdig erkendelseskilde. Videnskabelig rationalisme dikterer at tro eller mening bør bygges på erfaringer, fornuftsovervejelser eller begge dele. Irrationelle og absurde trosartikler og ubegrundede holdninger udelukkes derfor (som de eneste). Oplysningstidens forfattere og tænkere promoverede især denne form for rationalisme overfor overtro, kulturelle fordomme og traditionalistisk tyranni. Den videnskabelig rationalisme står i modsætning til irrationalismen.

## Kirkelig rationalisme
Kirkelig rationalisme er en retning i Danmark fra 1700-tallet og frem, der stræber efter at give bibelske undere en naturlig forklaring. Således afviser de kirkelige rationalister enhver tro på noget, der overstiger den menneskelige fatteevne. 